# Кикнадзе, Василий Александрович
Васи́лий Алекса́ндрович Кикна́дзе (род. 25 февраля 1962, Москва) — российский журналист и медиаменеджер, телеведущий, спортивный комментатор. С 29 декабря 2018 года по 23 декабря 2020 года являлся генеральным директором ФК «Локомотив» (Москва). 
Сын спортивного журналиста Александра Васильевича Кикнадзе (1923—2002).

## Биография

### Ранние годы
Василий Кикнадзе родился 25 февраля 1962 года в Москве.
В 1985 году окончил филологический факультет МГУ по специальности «Преподаватель испанского языка и литературы». Некоторое время преподавал испанский язык в МГУ.

### Профессиональная деятельность
На телевидении начал свою деятельность в 1984 году в Главной редакции научно-популярных и учебных программ Центрального телевидения. Первой его передачей на телевидении была «Говорим по-испански», где с 1984 по 1988 год он был редактором.
В 1988—1991 годах — редактор программы «Клуб путешественников».
В 1991 году начал работу на только что образованном телеканал РТР, был комментатором творческо-производственного объединения «Арена». На данном телеканале в 1992—1995 годах вёл программу о каскадёрах «Золотая шпора», в 1995 году — командное соревнование «Три богатыря».
В 1992 году создал и стал генеральным директором студии по производству телепрограмм «Видео КиТ» («Видео кино и искусства трюка»). Специализировался на подготовке фильмов и передач по тематике спорта, приключений, путешествий и туризма. Студия была ликвидирована в сентябре 2013 года.
В первые годы вещания телеканала СТС занимал должность его спортивного продюсера. Именно под его руководством свою телевизионную карьеру начали такие ныне известные спортивные комментаторы и телеведущие, как Иоланда Чен и Григорий Твалтвадзе. В дальнейшем, когда руководство СТС полностью отказалось от спортивных программ, он ушёл оттуда.
С 1997 по 1998 год работал спортивным комментатором в новостных программах «Новости» и «Время» телеканала ОРТ. После ухода с ОРТ вернулся к работе над фильмами и передачами в рамках студии «Видео КиТ».
В 1999—2000 годах — заместитель главного редактора Главной редакции спортивных программ телеканала ТВЦ, ведущий информационных программ. Вёл выпуск «Событий» в день отставки Бориса Ельцина. Там же с 1999 по 2000 год вёл еженедельное телеобозрение «Спортивный экспресс» в паре с Владимиром Гескиным.
С февраля 2000 года, после прихода на пост председателя ВГТРК Олега Добродеева, Василий Кикнадзе возвращается на ВГТРК. К моменту прихода на РТР Кикнадзе объём спортивного вещания на телеканале не превышал 2,7 % от общего объёма вещания канала. С 6 марта по май 2000 года был ведущим информационной программы РТР «Вести». Позднее на этом же канале недолгое время Василий Кикнадзе вёл информационно-развлекательную передачу «В пятницу вечером», а в 2001 и 2002 годах — новогодний «Голубой огонёк на Шаболовке».
С января по май 2001 года — ведущий информационной программы «Вести в субботу» на том же телеканале. С мая 2001 года — директор дирекции спортивных программ телеканала «Россия». Работал на Олимпийских играх 1992, 1994, 1998, 2000, 2002, 2004 и 2006 годах. Принимал участие в русском сезоне телеигры «Форт Боярд» 2002 года в качестве продюсера и участника команды журналистов телеканала «Россия».
С мая 2003 по декабрь 2009 года — генеральный директор и главный редактор телеканала «Спорт», впоследствии сменившего название на «Россия-2». Покинул свой пост после отказа телеканала от чисто спортивного вещания, оставшись при этом директором спортивной редакции телеканала «Россия».
С декабря 2009 года по 31 октября 2015 года — генеральный директор АНО «Спортивное вещание». Эта организация являлась ответственной за создание национального телевизионного HD-сигнала для трансляций Олимпиады-2014 в Сочи и Универсиады-2013 в Казани.
В 2016 году стал заниматься продвижением киберспорта.
С 2013 года — член совета директоров футбольного клуба «Локомотив» (Москва). 29 декабря 2018 года занял пост генерального директора клуба, сменив Илью Геркуса. 23 декабря 2020 года Кикнадзе объявил о том, что покидает клуб, в честь этого события фанаты клуба устроили празднование, о чем сообщали спортивные издания — в том числе «Спорт-Экспресс» и Sports.ru.

#### Оценка работы на посту генерального директора «Локомотива»
Работа Василия Кикнадзе на должности генерального директора московского «Локомотив», входящего в соответствии с различными оценками в первую пятерку самых популярных футбольных клубов России, вызывала большой общественный и медийный резонанс. За этот период внимание общественности привлекали темы увольнения главного тренера Юрия Сёмина, а также неоднократные конфликты с болельщиками, включая перепалку на предсезонной встрече 2019 года и скандал с неприличным жестом в адрес фаната.
После завершения работы Кикнадзе в клубе председатель Совета директоров «Локомотива» Александр Плутник в официальной публикации на сайте клуба поблагодарил бывшего генерального директора, «который многое сделал с точки зрения оптимизации внутриклубных управленческих процессов, а также за его участие в проектах реконструкции базы в Баковке и отделения Академии в Перово».
Со стороны болельщиков клуба, футбольных экспертов, журналистов работа Василия Кикнадзе оценивается чаще в негативном ключе. Так, обозреватель газеты «Спорт-Экспресс» Игорь Рабинер высказывался о том, что Василий Кикнадзе и бывший председатель совета директоров клуба Анатолий Мещеряков вели «Локомотив» в никуда, а после их увольнения журналист получил множество поздравлений. Генеральный продюсер канала «Матч ТВ» Тина Канделаки высказалась, что «самым ярким эпизодом работы Василия Александровича на посту генерального директора ФК „Локомотив“ будет плохо оформленное увольнение Юрия Семина и затяжная война с торсидой железнодорожников». Известный болельщик клуба народный артист России Валерий Баринов (болельщик «Локомотива» со стажем и близкий друг Юрия Сёмина) прокомментировал уход Василия Кикнадзе с поста генерального директора клуба и Анатолия Мещерякова с поста председателя совета директоров следующим образом: «Кикнадзе выгнали с работы, а у нас отняли год жизни. Болельщики ему не нужны — зачем тогда строить стадионы? Суть футбола была уничтожена». Бывший президент клуба Илья Геркус следующим образом оценил работу Кикнадзе и Мещерякова: «Их правление стало образцом непрофессионализма и войдет во все учебники „Как не надо управлять клубом“. Могут с лекциями выступать.» Бывший главный тренер и президент «Локомотива» Юрий Сёмин, под управлением которого клуб выиграл 13 национальных титулов, изданию «Спорт день за днём» сообщил по поводу увольнения Василия Кикнадзе: «Я ничем не удивлен. Кто плохо сделал свою работу, тех увольняют. Все закономерно»
. Депутат Госдумы и болельщик «Локомотива» Игорь Лебедев высказался по поводу персоналии, которой посвящена данная статья, следующим образом: «В свете всех событий, которые происходят в клубе в течение всего президентства Кикнадзе, единственно правильным и верным решением будет убрать его с должности. Спасибо Господу Богу, который услышал мольбы болельщиков и забрал Кикнадзе из «Локомотива».
В статье на сайте «Московского комсомольца», посвящённой подведению итогов почти двухлетней работы Василия Кикнадзе генеральным директором «Локомотива», разобрали заявленные менеджером задачи и пришли к выводу, что они все провалены. В частности:
- работа с болельщиками закончилась конфликтом и взаимными оскорблениями, фанаты требовали увольнения генерального директора;
- провален суд против Ильи Геркуса, клуб понёс репутационные потери;
- расставание с Юрием Сёминым выглядело как намеренное оскорбление;
- клуб осенью 2020 года показывал низкие спортивные результаты;
- трансфер Алексея Миранчука в «Аталанту» произошёл за сумму существенно ниже рыночной стоимости;
- в целом провалена трансферная кампания.

Общий итог подведён следующим образом: «Под командованием Василия Кикнадзе чемпионская команда, обладательница Кубка и Суперкубка, участница ЛЧ превратилась в середняка РПЛ, лидеры которого регрессируют… Отработать во главе футбольного клуба так, чтобы тебя могли поблагодарить только за участие в ремонте базы — это настоящий успех. Такое не превзойти».

## Фильмография
- Земля отцов наших (1979)
- Письмо с БАМа (1980) — эпизод
- Крестоносец (1995) — камео
- Ещё одна грузинская история (2003)

Также снимался в рекламном ролике пива «Гонец» (2002) в роли ведущего новостей.

## Семья
Отец — Александр Васильевич Кикнадзе (1923—2002), спортивный журналист.
Младший брат — Кирилл Кикнадзе (р. 1967), в настоящее время работает спортивным обозревателем на НТВ.

## Награды
- Орден Почёта (24 марта 2014 года) — за большой вклад в организацию подготовки и проведения XXII Олимпийских и XI Паралимпийских зимних игр 2014 года в Сочи и обеспечение успешного выступления сборных команд России[57]
- Орден Дружбы (27 июня 2007) — за большой вклад в развитие отечественного телевидения и многолетнюю плодотворную работу[58]
- Почётная грамота Правительства Российской Федерации (2 мая 2012 года) — за многолетнюю плодотворную деятельность в сфере спортивной журналистики и большой вклад в организацию освещения тестовых спортивных мероприятий на олимпийских объектах в г. Сочи[59]
- Национальная премия «Телегранд» (22 апреля 2015 года) — за высокое профессиональное мастерство и значительные заслуги в области спортивной тележурналистики[60]

## Титулы «Локомотива» при генеральном директоре Василии Кикнадзе
- Обладатель Кубка России (1): 2018/19
- Обладатель Суперкубка России (1): 2019